# Claude Perrot
Claude Perrot (Moûtiers, 10 maggio 1951) è un ex sciatore alpino francese.

## Biografia
Specialista delle gare tecniche, in Coppa del Mondo Perrot ottenne il primo piazzamento di rilievo il 17 dicembre 1972 a Madonna di Campiglio in slalom speciale (5º) e l'unico podio il 14 gennaio 1973 a Wengen nella medesima specialità: 3º dietro a Christian Neureuther e a Walter Tresch. Prese parte ai Mondiali di Sankt Moritz 1974, dove si classificò 15º nello slalom gigante, e colse l'ultimo piazzamento in Coppa del Mondo il 15 marzo 1975 a Sun Valley in slalom speciale (9º); ottenne gli ultimi risultati della sua carriera agonistica ai XII Giochi olimpici invernali di Innsbruck 1976, sua unica presenza olimpica, dove si classificò 29º nello slalom gigante e non concluse lo slalom speciale.

## Palmarès

### Coppa del Mondo
- Miglior piazzamento in classifica generale: 23º nel 1973
- 1 podio:
  - 1 terzo posto